# Ford Ranchero
Ford Ranchero — це утилітарне купе  американської компанії Ford Motor Company. Випускався з 1957 року по 1979 рік. На відміну від традиційного пікапа, Ranchero створювався на базі адаптованої платформи дводверного універсала Ford Ranch Wagon і представляв собою дводверний автомобіль з платформою невеликої вантажопідйомності в задній частині. В цілому було вироблено 508 355 автомобілів семи поколінь.
У 1970-ті роки найменування Ford Ranchero використовувалося дилерами автомобілів в ПАР при реалізації Ford Falcon австралійського виробництва і поставляються на південноафриканський ринок у вигляді складальних комплектів.
Юти Ford Falcon, розроблені на базі Ford Falcon (США) першого покоління і вироблені на заводах Ford Motor Company в Аргентині з 1973 по 1991, також носили найменування Ranchero.
Опис, дане йому в журналі «Car Life» -
Це більше легковий автомобіль, ніж вантажівка, в ньому більше розкоші, ніж користі, в ньому більше таланту, ніж функціональності, Ranchero Fairlane являє собою ідеальне рішення для легких перевезень днем, і приємних подорожей вночі.

## Перше покоління (1957–1959)

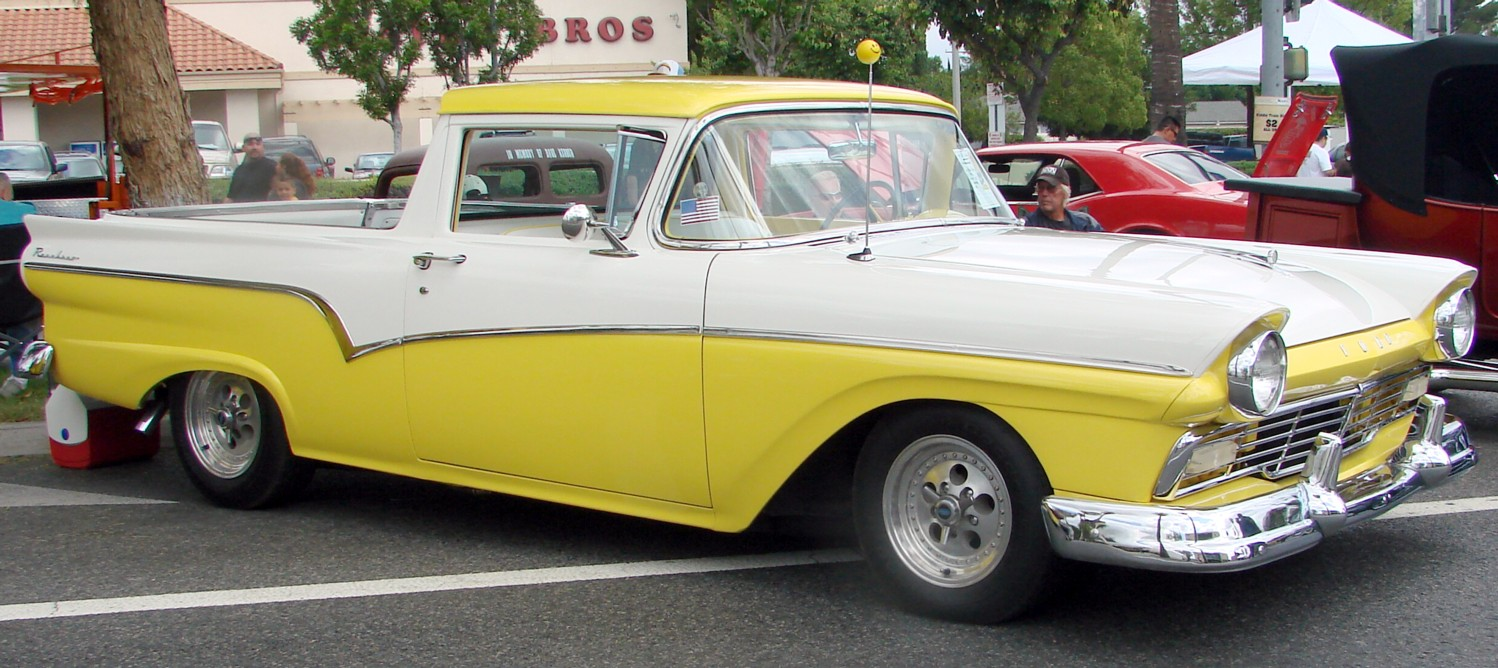

- 3.7 L OHV I6
- 4.8 L Y-block V8
- 5.8 L FE V8

## Друге покоління (1960–1965)

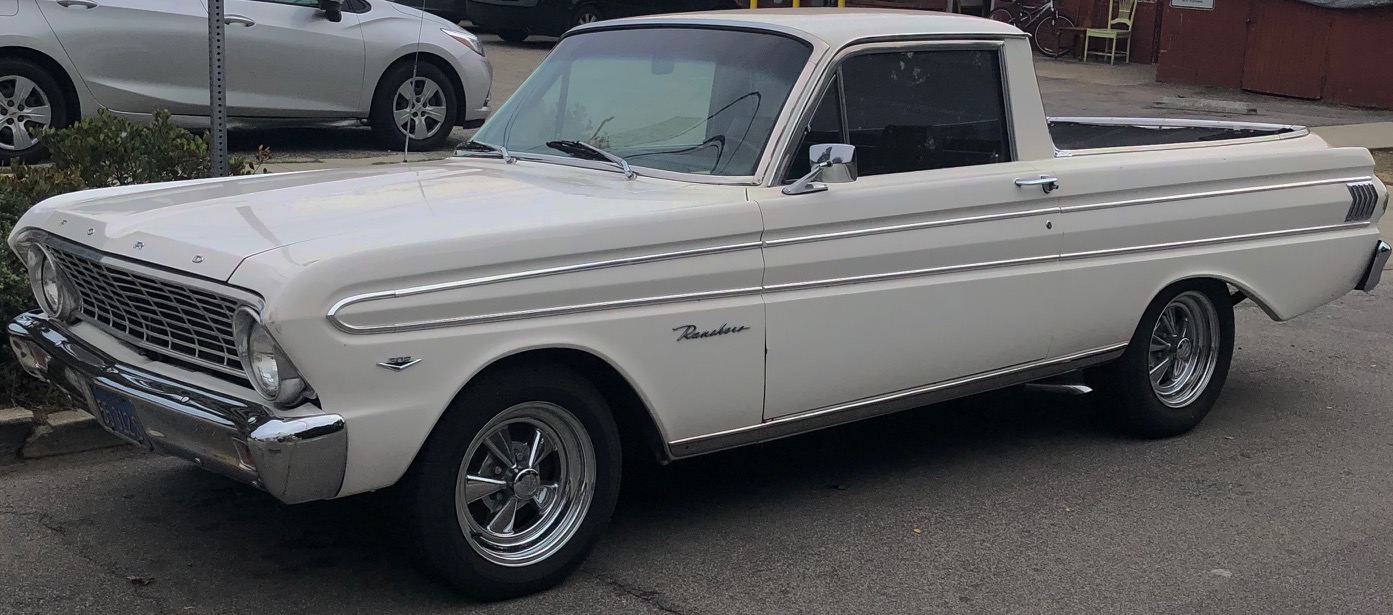
Ford Falcon Ranchero

- 2.4 L Thriftpower I6 90 к.с.
- 2.8 L Thriftpower I6
- 3.3 L Thriftpower I6
- 4.3 L Windsor V8
- 4.7 L Windsor V8

## Третє покоління (1966–1967)

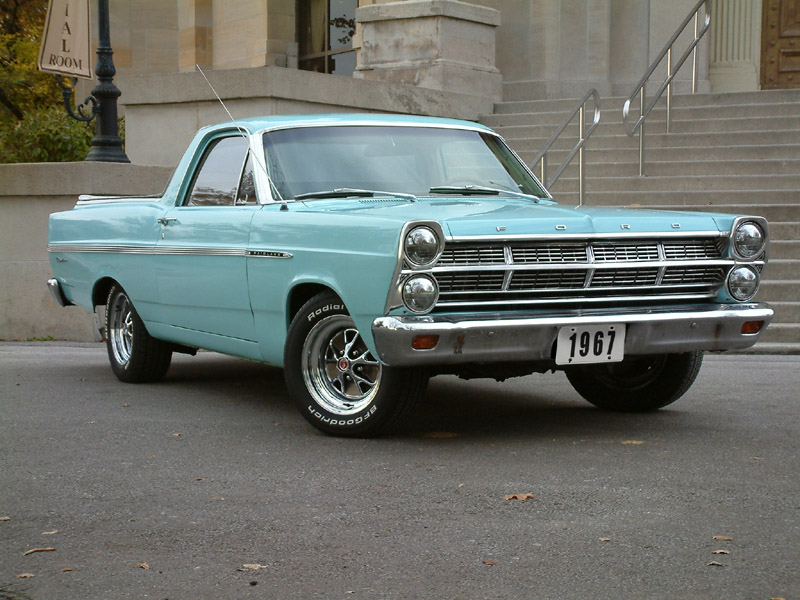
Ford Fairlane Ranchero

- 2.8 L I6
- 3.3 L I6
- 4.7 L V8
- 6.4 L V8

## Четверте покоління (1968–1969)

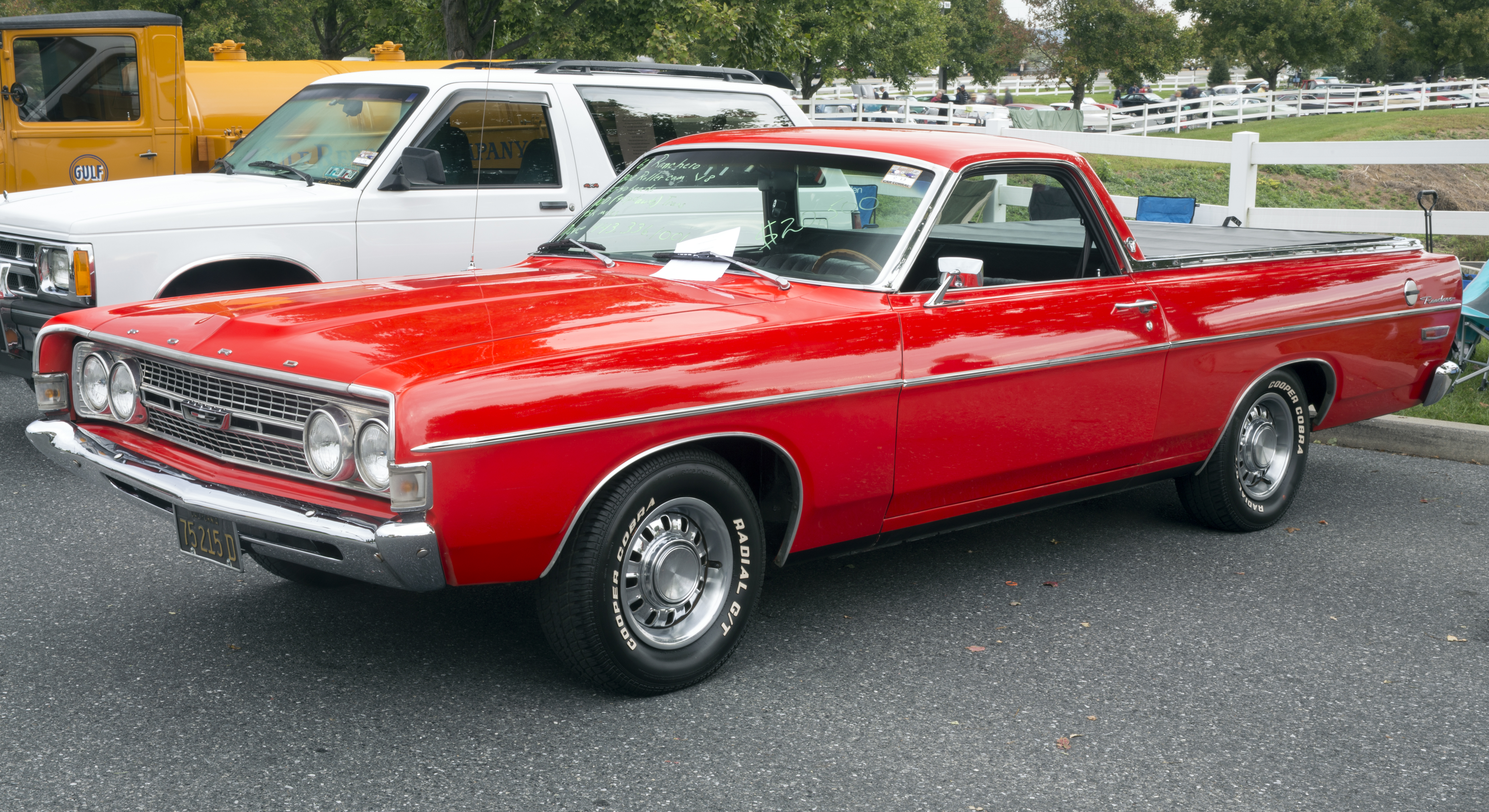

- 4.1 L I6
- 4.7 L V8
- 6.4 L V8
- 7.0 L V8
- 4.9 L V8
- 5.8 L V8

## П'яте покоління (1970–1971)

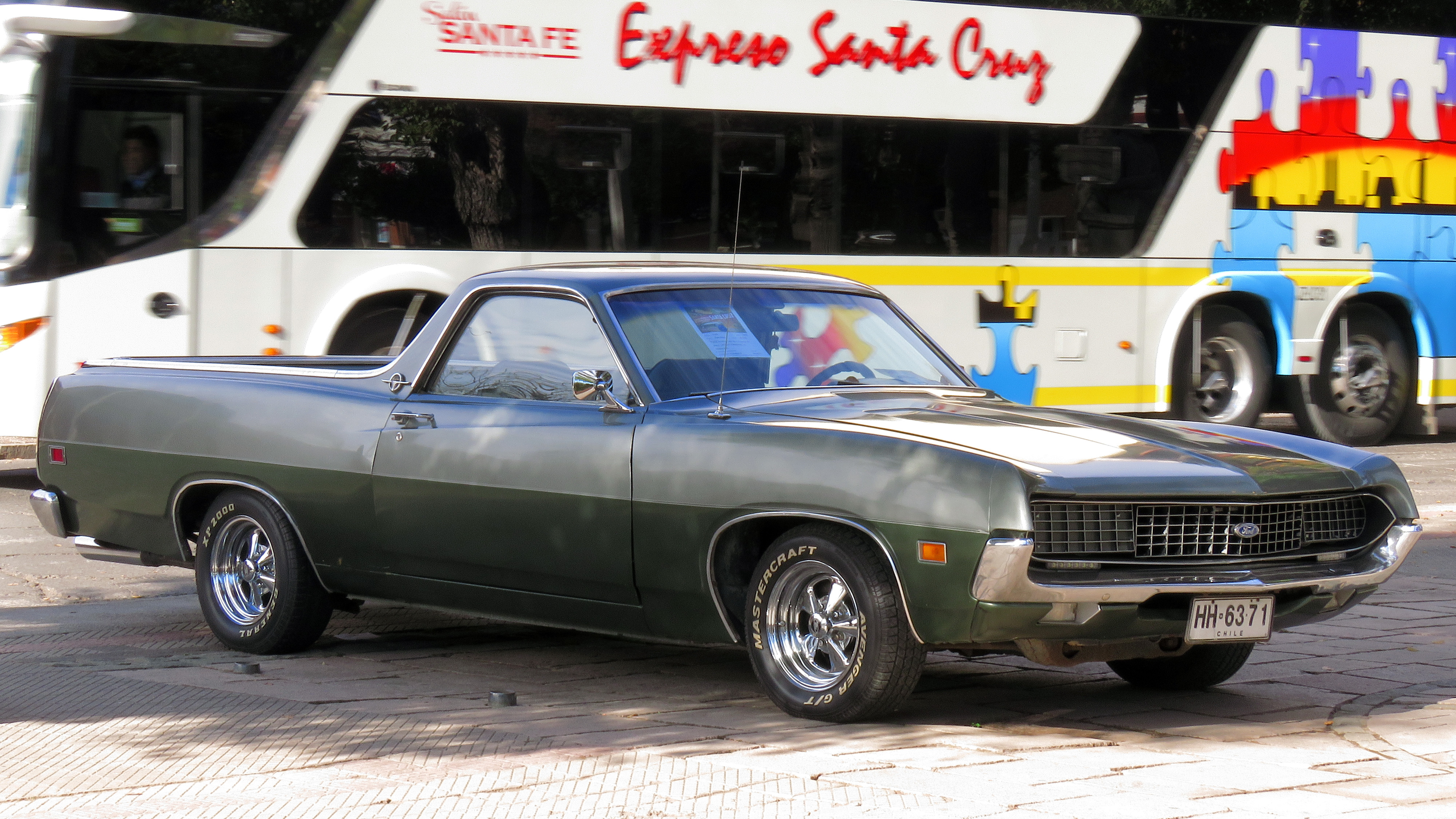

- 4.1 L I6
- 4.9 L V8
- 5.8 L V8
- 7.0 L V8

## Шосте покоління (1972–1976)

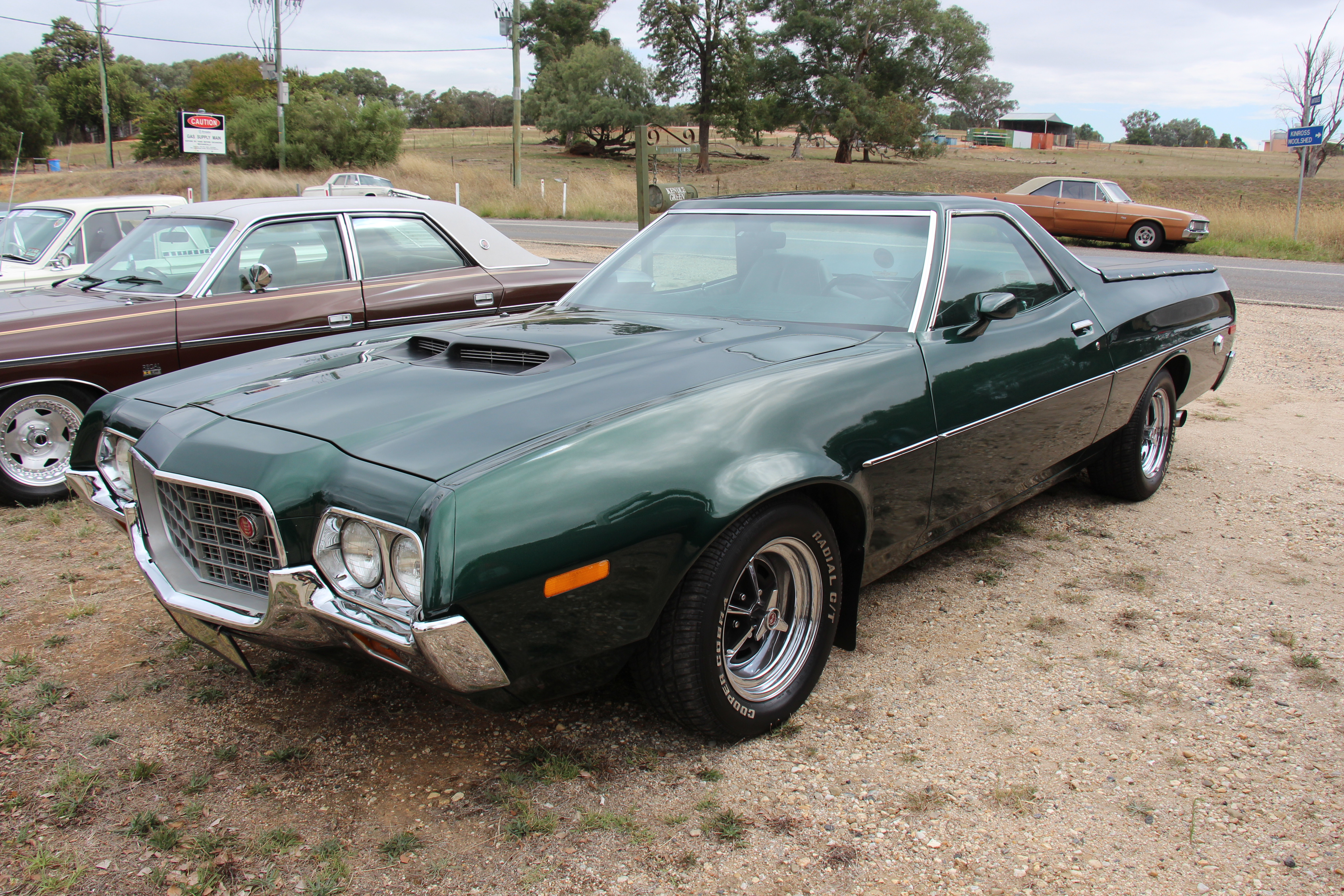

- 4.1 L I6
- 4.9 L V8
- 5.8 L V8
- 6.6 L V8
- 7.0 L V8
- 7.5 L V8

## Сьоме покоління (1977–1979)

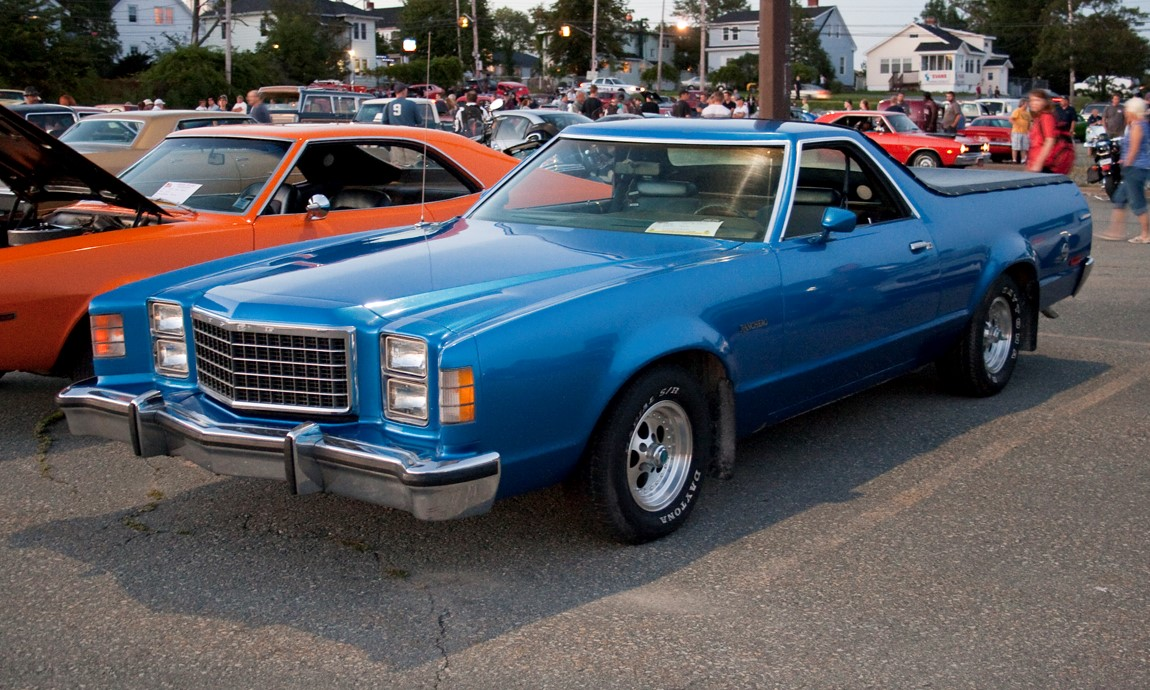

- 4.9 L V8
- 5.8 L V8
- 6.6 L V8